# Papyrus 24
Papyrus 24 (nach Gregory-Aland mit Sigel {\displaystyle {\mathfrak {P}}}24 bezeichnet) ist eine frühe griechische Abschrift des Neuen Testaments und wurde in Oxyrynchus ausgegraben. Dieses fragmentarische Papyrusmanuskript der Offenbarung des Johannes enthält nur die Verse 5,5–8 und 6,5–8. Mittels Paläographie wurde es auf das frühe 4. Jahrhundert datiert.
Es ist das bisher älteste bekannte Manuskript mit dem Text von Offenbarung 5–6.
Der griechische Text des Kodex repräsentiert den Alexandrinischen Texttyp (oder eher einen proto-Alexandrinischen). Aland ordnete ihn in Kategorie I ein. Das Manuskript zeigt textliche Übereinstimmung mit dem Codex Alexandrinus, doch ist das verbliebene Fragment zu klein, um seinen gesamttextlichen Zusammenhang festzustellen.
Die Handschrift wurde in der Franklin Trask Library Andover Newton Theological School in Newton (Massachusetts) aufbewahrt. Heute befindet sie sich in der Bibliothek der Yale Divinity School unter der Signatur Oxy. P. 1230.